# Христо Йовевич
Христо Йовевич или Йовович е български живописец, зограф, декоратор и книжовник, представител на Самоковската художествена школа.

## Биография
Христо Йовевич е роден през 1827 година в семейството на терзия. Живопис учи вероятно при Димитър Зограф. Работи икони, църковна и светска стенопис, украсява джамии и къщи, а също и илюстрира книги. Негово дело е украсата на Байракли джамия и Марчината къща в Самоков.
Най-значимите стенописни работи на Йовевич са украсите на двете му къщи: първата, известна като „Къщата с дюкяните“ – изрисувана през 1846 – 47 година с пейзажи от Цариград и Смирна и богати флорални композиции, а втората – завършена през 1851 година. Днес двете къщи вече не съществуват, но фрагменти от стенописите им са запазени в Етнографски институт с музей в София. Икони на Йовевич са притежание на Исторически музей, Самоков.
Освен като художник, той се изявява и като спомоществовател на книгоиздаването и разпространението на печатни книги. Сам превежда и илюстрира „Езопови басни“, художествено оформя с винетки, заставки и заглавки книгите „Молебна книжка“ и „Ерминия или наука изографическа“. Негов потомък е генерал Никола Подгоров.